# سيسيل كونينغهام
سيسيل كونينغهام (بالإنجليزية: Cecil Cunningham)‏ هي ممثلة أمريكية، ولدت في 2 أغسطس 1888 في سانت لويس في الولايات المتحدة، وتوفيت في 17 أبريل 1959 في لوس أنجلوس في الولايات المتحدة بسبب تصلب عصيدي.

## أعمال

### أفلام
- (1936) السيد ديدز يذهب إلى المدينة
- (1936) تعال وخذها
- (1937) الحقيقة البشعة
- (1940) كيتي فويل
- (1941) زهور وسط الغبار

## وصلات خارجية
- سيسيل كونينغهام على موقع IMDb (الإنجليزية)
- سيسيل كونينغهام على موقع ألو سيني (الفرنسية)
- سيسيل كونينغهام على موقع أول موفي (الإنجليزية)
- سيسيل كونينغهام على موقع قاعدة بيانات برودواي على الإنترنت (الإنجليزية)
- سيسيل كونينغهام على موقع قاعدة بيانات الأفلام السويدية (السويدية)
- سيسيل كونينغهام على موقع قاعدة بيانات الفيلم (الإنجليزية)
- سيسيل كونينغهام على موقع كينوبويسك (الروسية)